# Time Machine (álbum de Joe Satriani)
| Críticas profissionais | Críticas profissionais |
| Avaliações da crítica  | Avaliações da crítica  |
| Fonte                  | Avaliação              |
| ---------------------- | ---------------------- |
| Allmusic               | [ 1 ]                  |

Time Machine é o quinto álbum do guitarrista de rock instrumental Joe Satriani. Foi lançado em 1993.
Trata-se de um álbum duplo. O primeiro CD traz músicas inéditas gravadas em estúdio, enquanto o segundo é um álbum ao vivo, gravadas nas turnês de 1988 até 1992.
A canção "Speed Of Light" faz parte da trilha sonora do filme Super Mario Bros., de 1993.

## Faixas

### CD 01
Todas as faixas compostas por Joe Satriani, exceto onde indicado.
| N.º            | Título                     | Compositor(es)                                       | Duração |  |
| 1.             | "Time Machine"             |                                                      | 5:07    |  |
| 2.             | "The Mighty Turtle Head"   |                                                      | 5:12    |  |
| 3.             | "All Alone"                | Billie Holiday, Mal Waldron / Arranjos: Joe Satriani | 4:22    |  |
| 4.             | "Banana Mango II"          |                                                      | 6:05    |  |
| 5.             | "Thinking of You"          |                                                      | 3:57    |  |
| 6.             | "Crazy"                    |                                                      | 4:06    |  |
| 7.             | "Speed of Light"           |                                                      | 5:14    |  |
| 8.             | "Baroque"                  |                                                      | 2:15    |  |
| 9.             | "Dweller on the Threshold" |                                                      | 4:15    |  |
| 10.            | "Banana Mango"             |                                                      | 2:44    |  |
| 11.            | "Dreaming #11"             |                                                      | 3:37    |  |
| 12.            | "I Am Become Death"        |                                                      | 3:56    |  |
| 13.            | "Saying Goodbye"           |                                                      | 2:54    |  |
| 14.            | "Woodstock Jam"            |                                                      | 16:07   |  |
| Duração total: | Duração total:             | Duração total:                                       | 69:51   |  |

### CD 02
Todas as faixas compostas por Joe Satriani, exceto onde indicado.
| N.º            | Título                            | Compositor(es)           | Local e data do show                          | Duração |  |
| 1.             | "Satch Boogie"                    |                          | Tower Theater, Philadelphia; December 3, 1992 | 3:58    |  |
| 2.             | "Summer Song"                     |                          | Orpheum Theatre, Boston; December 23, 1992    | 6:01    |  |
| 3.             | "Flying in a Blue Dream"          |                          | Hammersmith Apollo, London; February 5, 1993  | 5:24    |  |
| 4.             | "Cryin'"                          |                          | Tower Theater, Philadelphia; December 3, 1992 | 6:25    |  |
| 5.             | "The Crush of Love"               | Satriani, John Cuniberti | Tower Theater, Philadelphia; December 3, 1992 | 5:40    |  |
| 6.             | "Tears in the Rain"               |                          | Tower Theater, Philadelphia; December 3, 1992 | 1:58    |  |
| 7.             | "Always With Me, Always With You" |                          | Tower Theater, Philadelphia; December 3, 1992 | 3:39    |  |
| 8.             | "Big Bad Moon"                    |                          | Tower Theater, Philadelphia; December 3, 1992 | 5:23    |  |
| 9.             | "Surfing with the Alien"          |                          | Orpheum Theatre, Boston; December 23, 1992    | 4:39    |  |
| 10.            | "Rubina"                          |                          | Tower Theater, Philadelphia; December 3, 1992 | 6:44    |  |
| 11.            | "Circles"                         |                          | California Theatre, San Diego; June 11 1988   | 4:14    |  |
| 12.            | "Drum Solo"                       | Jonathan Mover           | California Theatre, San Diego; June 11 1988   | 2:14    |  |
| 13.            | "Lords of Karma"                  |                          | California Theatre, San Diego; June 11 1988   | 5:43    |  |
| 14.            | "Echo"                            |                          | California Theatre, San Diego; June 11 1988   | 7:49    |  |
| Duração total: | Duração total:                    | Duração total:           | Duração total:                                | 69:51   |  |

## Músicos
- Joe Satriani - Guitarras, Vocais (Em "Crazy" e Big Bad Moon), Baixo, teclados, Harmonica
- Tom Coster - Orgão
- Stuart Hamm - Baixo
- Matt Bissonette - Baixo
- Doug Wimbish - Baixo
- Jeff Campitelli - Percussão, Simbals, bateria
- Gregg Bissonette - bateria
- Jonathan Mover - Percussão, bateria
- Simon Phillips - bateria